# Konståret 1875

## Händelser

### Okänt datum
- Konstskolan Art Students League of New York grundas.

## Verk

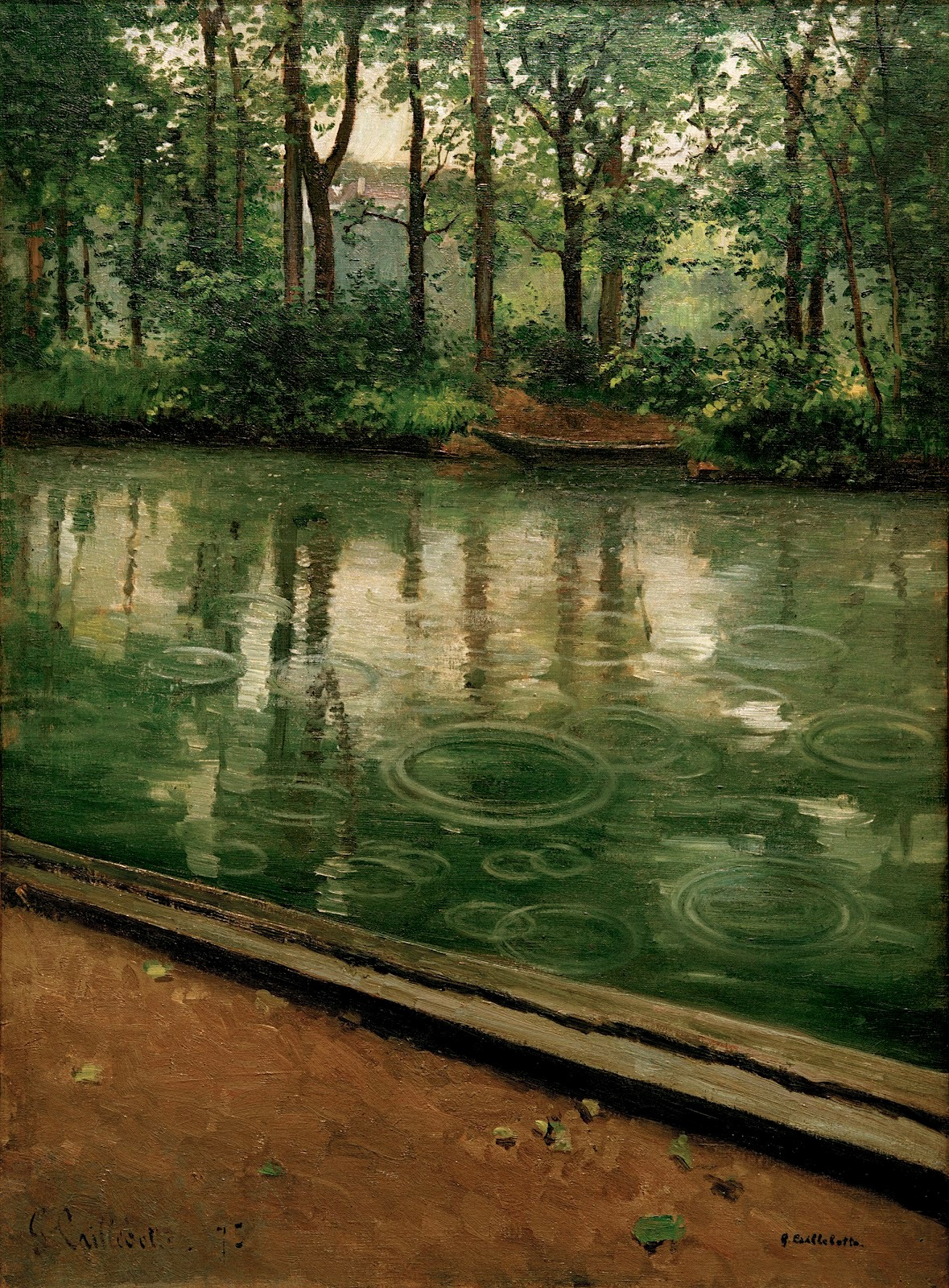
Gustave Caillebotte verk L'Yerres, pluie färdigställdes år 1875 och finns nu att beskåda på Indiana Art Museum i Bloomington.

- Gustave Caillebotte - Les raboteurs de parquet (Musée d'Orsay, Paris).
- Gustave Caillebotte - Jeune homme à la fenêtre (privat samling).
- Gustave Caillebotte - L'Yerres, pluie (Indiana Art Museum, Bloomington)
- Jean-Paul Laurens - L'Excommunication de Robert le Pieux (Musée d'Orsay, Paris).
- Claude Monet - La Promenade, la femme a l'ombrelle (National Gallery of Art, Washington, DC).

## Födda
- 27 mars - Albert Marquet (död 1947), fransk målare.
- 15 april - Simon Rodia (död 1965), italiensk och amerikansk särlingskonstnär.
- 2 maj - Gunnar Hallström (död 1943), svensk konstnär.
- 23 juni - Carl Milles (död 1955), svensk skulptör.
- 31 juli - Jacques Villon (död 1963), fransk målare och tryckmakare.
- 16 september - Figge Holmgren (död 1969), svensk målare, grafiker och tecknare.
- 9 november - Sir Hugh Lane (död 1915), brittisk konsthandlare och gallerigrundare.
- 22 september - Mikalojus Konstantinas Čiurlionis (död 1911), litauisk konstnär och kompositör.
- 21 november - Gottfrid Larsson (död 1947), svensk konstnär.
- 2 december - Emanuel Vigeland (död 1948), norsk målare.
- okänt datum - Alexandros Christofis (död 1957), grekisk målare.

## Avlidna
- 18 januari - Oscar Gustave Rejlander (troligen född 1813), svensk-brittisk konstnär och fotograf.
- 20 januari - Jean-François Millet (född 1814), fransk målare.
- 22 februari - Jean-Baptiste Camille Corot (född 1796), fransk målare.
- 28 februari - Sophia Isberg (född 1819), svensk träkonstnär
- 20 mars - January Suchodolski (född 1797), polsk målare.
- 25 mars - Johannes Magnusson (född 1804), svensk konstnär, poet och orgelbyggare.
- 30 april - Jean-Frédéric Waldeck (född 1766), fransk konstnär.
- 1 maj - Alfred Stevens (född 1818), brittisk skulptör.
- 25 juni - Antoine-Louis Barye (född 1796), fransk skulptör.
- 12 oktober - Jean-Baptiste Carpeaux (född 1827), fransk målare och skulptör.
- 16 december - Egron Lundgren (född 1815), svensk konstnär och författare.
- okänt datum - Edouard Pingret (född 1788), fransk målare och litograf.
- okänt datum - Ōtagaki Rengetsu (född 1791), japansk Buddhistnuna, poet, krukmakare, målare, och professionell kalligraf.
- okänt datum - Thomas Ender (född 1793), österrikisk målare.